# 小長谷政良
小長谷 政良（こながや まさなが、生年不詳 - 文政元年（1818年））は、江戸時代後期の旗本。石河政武の子で、小長谷政房の養子。七三郎、新三郎。従五位下弾正少弼、能登守、和泉守。室は久世広之の娘。
普請奉行を務め、文化5年（1808年）11月より1812年11月まで、京都東町奉行を務めた。伏見支配兼帯だったが、1811年に伏見奉行が復活にしたため兼帯を解かれた。1812年より1814年迄勘定奉行を務めた。